# 1986년 니더작센 주의회 선거
1986년 니더작센 주의회 선거는 니더작센 주의회 의원을 선출하기 위해 1986년 6월 15일 진행되었다. 현직 주총리인 에른스트 알브레히트와 게르하르트 슈뢰더가 맞서 알브레히트가 이끄는 기민련이 주정부를 다시 장악하였다.